# Conwy Borough Football Club
El Conwy Borough Football Club (en galés: Clwb Pêl-droed Bwrdeistref Conwy) es un club de fútbol de Gales, con sede en Conwy. Fue fundado en 1977 y compite en la Ardal NW League, tercera categoría del fútbol galés.

## Historia
Fue fundado en el año 1977 en la ciudad de Conwy con el nombre Conwy United, siendo uno de los equipos fundadores de la Cymru Alliance en 1990 y de la League of Wales en 1992, también es conocido por ser el primer equipo de Gales en jugar en la Recopa de Europa de fútbol.
En abril del 2012, el comité doméstico de la Football Association of Wales aprobó el cambio de nombre para la temporada 2012/13 por el que tienen actualmente: Conwy Borough F.C., el cual fue aprobado oficialmente en junio del 2012.